# Агаджанян, Джордж
Джордж Агаджанян (англ. George K. Aghajanian, 14 апреля 1932, Бейрут, Ливан — 4 июля 2023) — американский учёный-психиатр, доктор медицинских наук, почётный профессор психиатрии Йельской школы медицины, пионер в области нейрофармакологии. В 1960-х он был первым, кто зарегистрировал активность отдельных клеток недавно открытых моноаминергических (серотонинергических, норадренергических и дофаминергических) нейронов в головном мозге. Преуспел в разработке первого надежного метода измерения уровня ЛСД в крови, работая с небольшой группой добровольцев. Получил награду «Пионер» от Международной коллегии нейропсихофармакологии (CINP).

## Биография
Джордж Агаджанян родился 14 апреля 1932 года в Бейруте, Ливан. Получил степень бакалавра в Корнельском университете, а затем степень доктора медицины в Йельском университете.

## Научная деятельность
В 1960-х годах некоторые исследователи галлюциногенов подозревали, что ЛСД может действовать через серотониновую систему мозга. Они не знали механизма и действия других систем, но у них были предположения, основанные на параллелях между эффектами L5D и химической структурой серотонина. В то время не было охарактеризовано ни одного рецептора серотонина.
В 1968 году Джорджем Агаджаняном из Йельского университета было продемонстрировано, что ЛСД модулирует активность нейронов среднего мозга, содержащих 5-НТ; это привело к предположению, что психоактивные эффекты ЛСД были опосредованы его взаимодействием с серотонинергической системой ЦНС.
Агаджанян провел новаторское исследование нейрофармакологии психоделиков в 1970-х годах. Он был одним из первых исследователей, которые связали серотониновую систему, рецептор 5HT2A и последующее высвобождение глутамата как механизм, посредством которого ЛСД вызывает галлюцинации. Он применил эти идеи, чтобы раскрыть механизм действия атипичных антипсихотических препаратов, и почти три десятилетия изучал, как галлюциногены влияют на действия отдельных нейронов в мозгу.
Опубликовал почти 300 научных работ.

## Признание
- Премия «Пионер» (Pioneer Award from The International College of Neuropsychopharmacology) — вручается на каждом конгрессе трем исследователям, внесшим значительный вклад в область нейропсихофармакологии[1];
- Daniel H. Efron Research Award (1975)[14];
- Julius Axelrod Mentorship Award (2006)[15].